# Roxanna Panufnik
Roxanna Panufnik (Londra, 24 aprile 1968) è una compositrice britannica di retaggio polacco. È figlia del compositore e direttore d'orchestra Sir Andrzej Panufnik.

## Biografia
Roxanna Panufnik nacque a Londra. Frequentò la scuola di Bedales e poi studiò alla Royal Academy of Music. Ha scritto una vasta gamma di opere tra cui opera, balletto, teatro musicale, opere corali, composizioni da camera e musica per film e televisione, che vengono regolarmente eseguite in tutto il mondo.
Tra le sue opere più rappresentate figurano la Westminster Mass, commissionata per il Coro della Cattedrale di Westminster in occasione del 75º compleanno del Cardinale Hume, The Music Program, un'opera per la stagione del millennio dell'Opera Nazionale Polacca che è stata rappresentata in anteprima nel Regno Unito al BOC Covent Garden Festival e le ambientazioni per voci soliste e orchestra di Beastly Tales di Vikram Seth, il primo dei quali è stato commissionato dalla BBC per Patricia Rozario e la City of London Sinfonia. Tutti e tre i racconti sono disponibili su disco.
La Panufnik ha un particolare interesse per la world music; recentemente l'apice di questo interesse è stato Abraham, un concerto per violino commissionato dal Savannah Music Festival per Daniel Hope, che comprende musica cristiana, islamica ed ebraica. Questo fu poi convertito in un'ouverture, commissionata dall'Orchestra mondiale per la pace e premiata a Gerusalemme sotto la direzione di Valery Gergiev.
Di recente ha debuttato con il suo oratorio Dance of Life (in latino ed estone), che incorpora la sua quarta messa in scena, per diversi cori di Tallinn e l'Orchestra Filarmonica di Tallinn (commissionato per celebrare il loro mandato di Capitale Europea della Cultura 2011). Le sue Four World Seasons per il violinista Tasmin Little sono state presentate in anteprima con i London Mozart Players e trasmessa in diretta su BBC Radio 3 il 2 marzo 2012, come parte della Music Nation di BBC Radio 3, che celebrava le Olimpiadi del 2012.
L'Exultate Singers, con sede a Bristol, sotto il direttore d'orchestra David Ogden, ha eseguito la première del Magnificat e di Nunc Dimittis della Panufnik per il Festival della musica contemporanea della Chiesa di Londra nel 2012. Del Magnificat Panufnik ha detto:

## Silver Birch
La Garsington Opera commissionò l'opera popolare della Panufnik Silver Birch e ne diede l'anteprima mondiale il 28 luglio 2017. Con un libretto della scrittrice Jessica Duchen questa celebrazione di musica, teatro, poesia e danza ha riunito 180 artisti sul palco e nella fossa orchestrale, provenienti dalle scuole locali e dalla comunità, che hanno lavorato a fianco di solisti professionisti, il Pinewood Group e la Garsington Opera Orchestra. La regista fu Karen Gillingham, direttore creativo del Programma di Apprendimento e Partecipazione della Garsington Opera e il direttore d'orchestra fu Douglas Boyd, direttore artistico di Garsington Opera. Ispirato ai temi senza tempo della guerra e delle relazioni che ne sono affette, l'opera attinge alle poesie di Siegfried Sassoon e alla testimonianza di un soldato britannico, che ha prestato servizio di recente in Iraq, per illustrare le tragedie umane dei conflitti passati e presenti.
La Panufnik è stata il primo Compositore Associato dei London Mozart Players, 2012-2015.
È vicepresidente della Joyful Company of Singers.

## Lavori scelti
- Westminster Mass (1997), commissionato per il 75º compleanno del Cardinal Basil Hume, eseguito in maggio 1998 alla Cattedrale di Westminster
- Powers & Dominions (2001), un concertino per arpa e orchestra
- Inkle and Yarico (1996), una ricostruzione di un lavoro contro la schiavitù del XVIII secolo
- The Music Programme (1999), un'opera da camera commissionata dal Grande Teatro-Opera Nazionale polacco (basata su un racconto di Paul Micou)
- Beastly Tales (2001/2), per soprano e orchestra
- I Dream'd, uno di nove pezzi per coro che formano A Garland for Linda in memoria di Linda McCartney
- The Upside Down Sailor, una collaborazione con Richard Stilgoe
- Spirit Moves, un quintetto per il Fine Arts Brass Ensemble
- Private Joe, un lavoro per il baritono Nigel Cliffe e lo Schidlof String Quartet
- Odi et Amo, un balletto per i London Musici e la Rambert Dance Company
- Olivia, un quartetto d'archi per il Maggini Quartet, con coro di ragazzi opzionale
- Love Abide (2006), un pezzo per coro, mezzosoprano, organo, arpa ed archi commissionato dalla Choral Arts Society of Philadelphia per il suo 25º anniversario
- Wild Ways (2008), un pezzo per coro e shakuhachi commissionato dai Nonsuch Singers e Kiku Day
- So Strong Is His Love (2008) un pezzo per coro e quartetto commissionato dai Waltham Singers per il 25º anniversario del loro direttore, Andrew Fardell
- All Shall be Well (2009), un canto di Avvento commissionato dagli Exultate Singers per il 20º anniversario della caduta del muro di Berlino
- The Call (2010), un canto di Avvento commissionato dal St John's College (Cambridge)
- Magnificat (2012), un pezzo per coro commissionato dagli Exultate Singers
- Nunc Dimittis (2012), un pezzo per coro commissionato dagli Exultate Singers
- The Song of Names (2012), un pezzo per coro e orchestra da camera commissionato da The Portsmouth Grammar School per il Remembrance Day
- Silver Birch (2017), un'opera popolare commissionata dalla Garsington Opera
- A Cradle Song (2017), un pezzo per coro e organo commissionato dalla Royal Choral Society